# Giovanni Falcone
Giovanni Falcone (n. 18 mai 1939, Palermo – d. 23 mai 1992, Capaci) a fost un magistrat Italian specializat în instrumentarea delictelor Cosa Nostra.
Povestea vieții sale este similară cu cea a celui mai bun prieten al lui, Paolo Borsellino. Ambii proveneau dintr-un cartier sărac al orașului Palermo, au avut cariere ca magistrați Anti-mafia, și au avut aceeași tristă soartă: au fost uciși (la mai puțin de două luni diferență) în atacuri cu bombe în anul 1992. Ca recunoaștere a eforturilor lor în procesele anti-mafia, ei au fost numiți "eroii ultimilor 60 de ani" în numărul din 13 noiembrie 2006 al revistei Time Magazine.
Falcone a fost unul din principalii organizatori ai Procesului Maxi care a început pe 10 februarie 1986 și s-a terminat pe 16 decembrie 1987. Din 474 mafioți acuzați inițial, 360 au fost condamnați pentru crime grave, inclusiv 119 in absentia. Unul din cei mai importanți factori în proces a fost mărturia lui Tommaso Buscetta, primul mafiot sicilian care a devenit informator. Cu Falcone a preferat Buscetta să vorbească atunci când a denunțat secretele Mafiei, pentru că, după cum însuși Buscetta a susținut ulterior, în timp ce alți magistrați și detectivi l-au luat de sus, Falcone l-a tratat cu respect.
Falcone a fost ucis împreună cu soția sa, Francesca Morvillo (ea însăși magistrat), și trei polițiști: Rocco Di Cillo, Antonio Montinaro, Vito Schifani, în Capaci pe autostrada dintre Aeroportul Internațional Palermo și orașul Palermo pe 23 mai 1992. Mașina în care călătorea a fost aruncată în aer de o bombă care fusese plasată într-un șanț săpat pe marginea drumului. Când a trecut peste bombă, conducea cu aproximativ 160 km/h.
Crima a fost pregătită de Salvatore Riina ca răzbunare pentru condamnarea de către Falcone a zeci de mafioți în Procesele Maxi. În operațiunile anti-mafia ce au urmat morților lui Falcone și Borsellino, Riina a fost arestat și acum execută o condamnare la închisoare pe viață pentru uciderea celor doi magistrați, precum și pentru alte crime. Alt mafiot condamnat pentru uciderea lui Falcone este Giovanni Brusca, un asociat de-al lui Riina care a recunoscut că a detonat explozibilii.
Aeroportul Internațional Palermo este cunoscut și sub numele Aeroportul Falcone-Borsellino în onoarea lui Giovanni Falcone și Paolo Borsellino.